# Hlavňovice
Obec Hlavňovice (německy Hlawniowitz) se nachází v okrese Klatovy, kraj Plzeňský. Žije zde 508 obyvatel.

## Části obce
- Hlavňovice
- Častonice
- Čeletice
- Cihelna
- Horní Staňkov
- Javoříčko
- Libětice
- Milínov
- Pích
- Přestanice
- Puchverk
- Radostice
- Suchá
- Zámyšl
- Zvíkov

## Historie
První písemná zmínka o obci pochází z roku 1428.

## Pamětihodnosti
- Na východním okraji vesnice stojí hlavňovický zámek založený rodem Koců z Dobrše ve druhé polovině sedmnáctého století, kdy nahradil starší renesanční tvrz.[4]
- Kostel svatého Jana Nepomuckého
- Kaplička svatého Vojtěcha

## Osobnosti
- František Raška (1890–1943) –  československý  voják a protinacistický odbojář

## Galerie

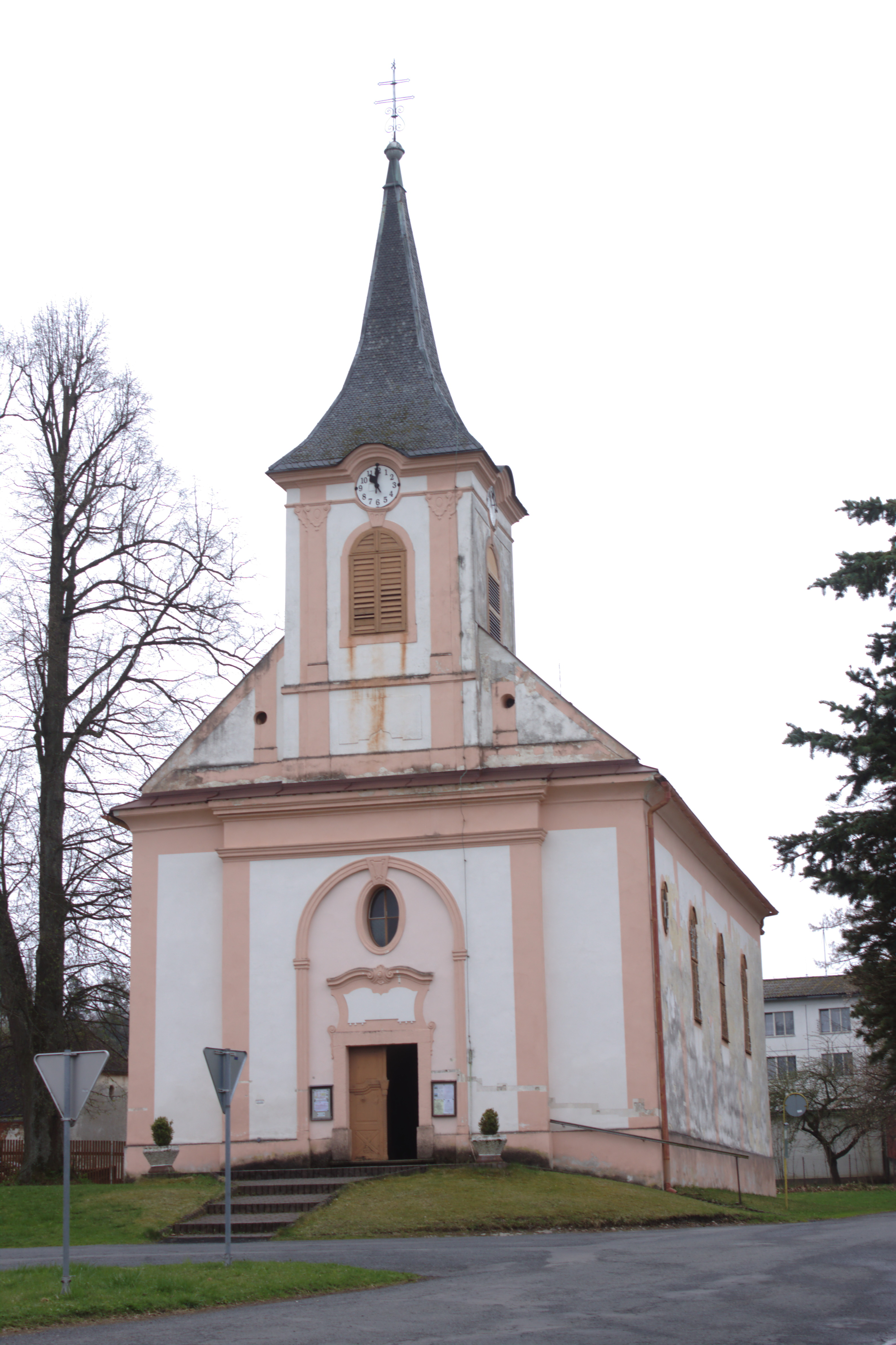
Kostel
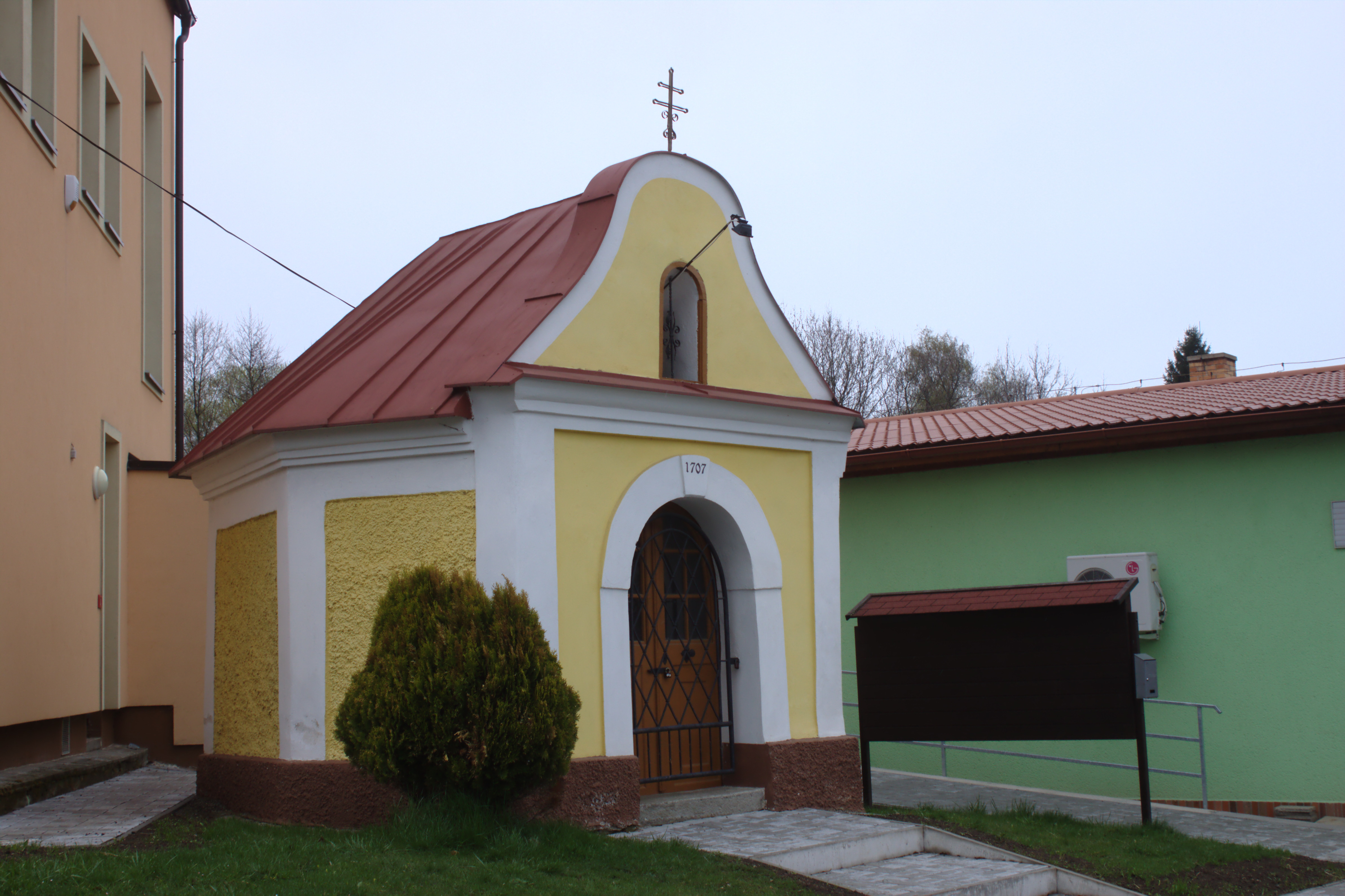
Kaple
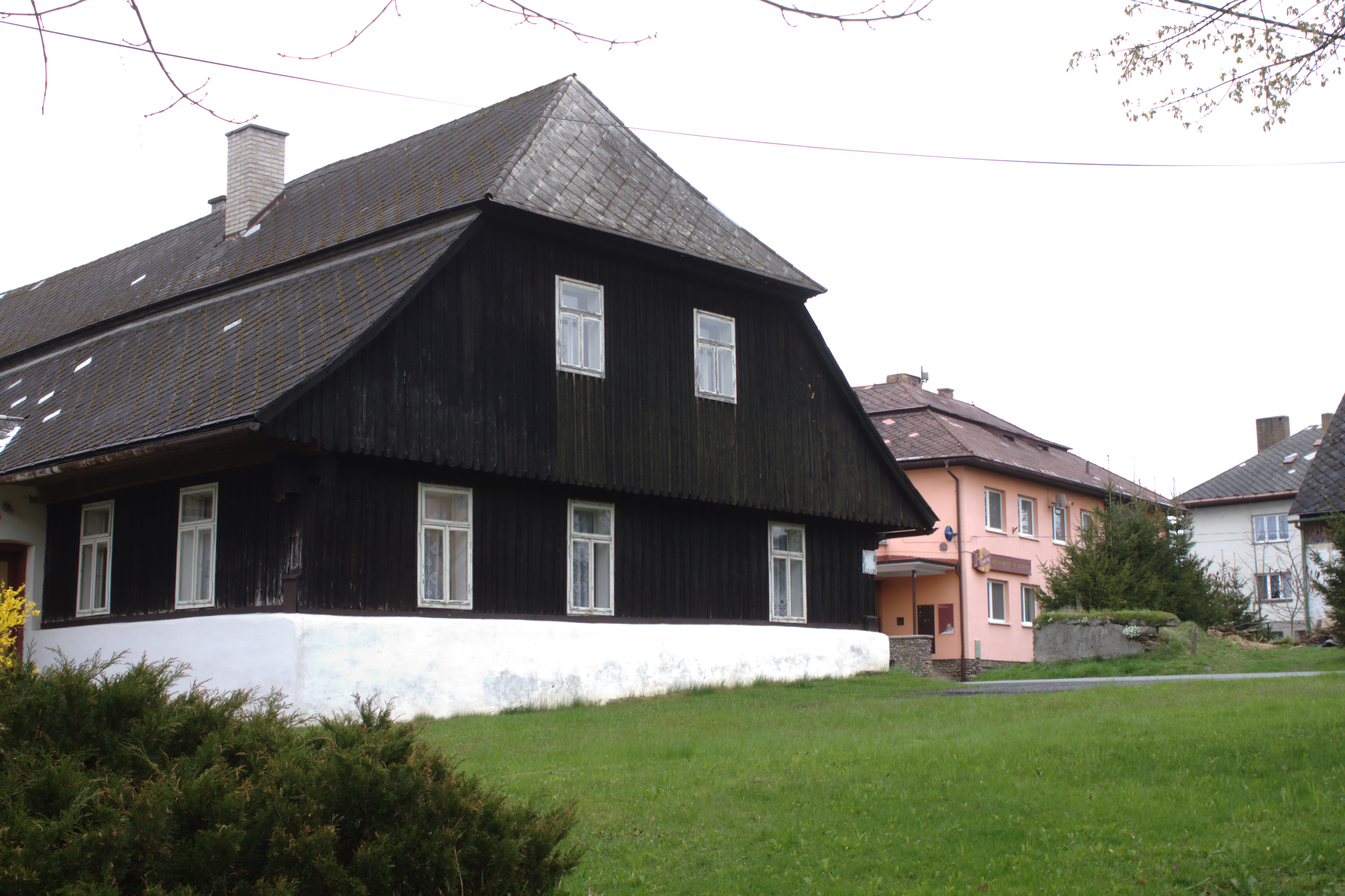
Dům v obci